# Annika Luther

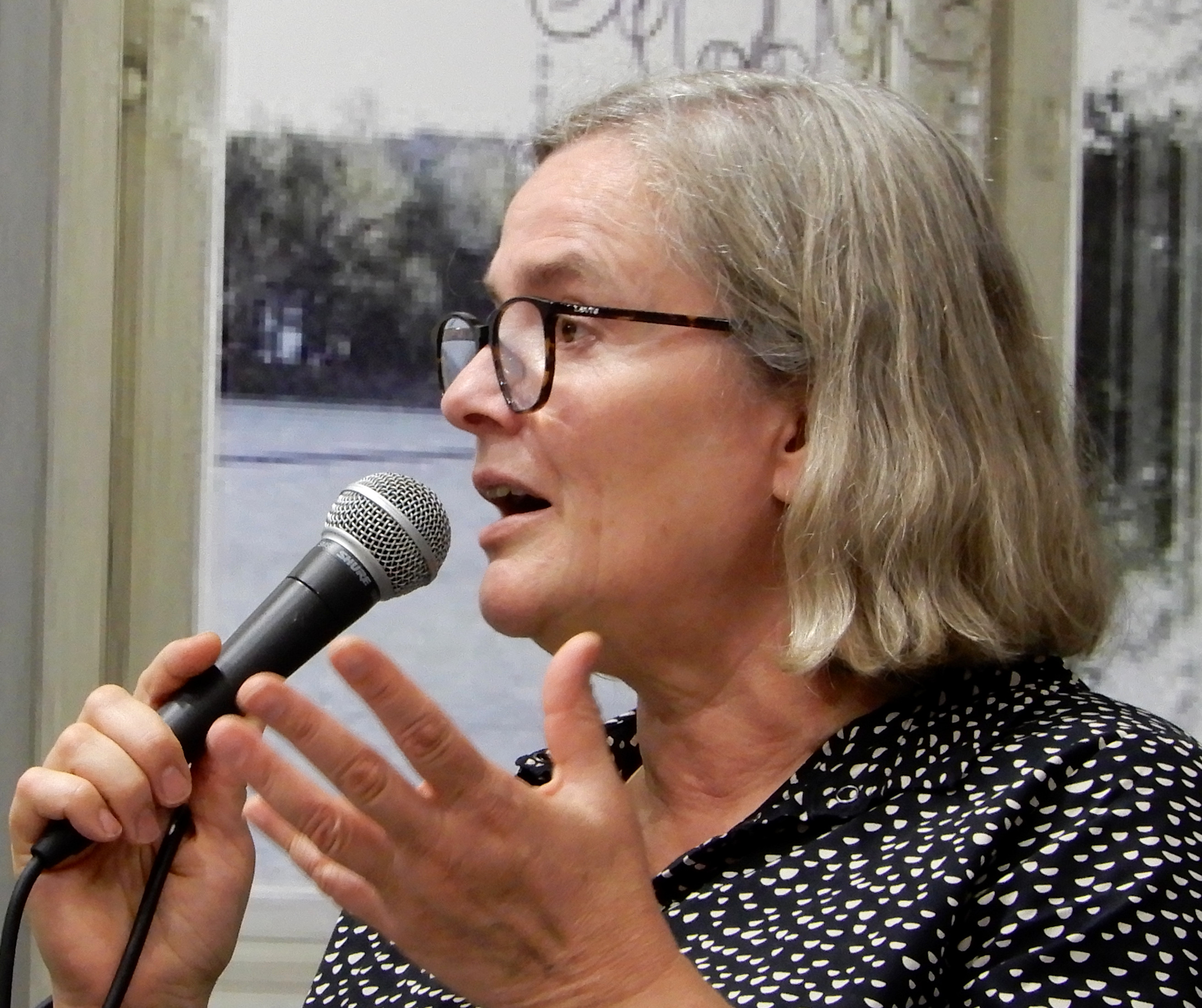
Annika Luther auf der Göteborger Buchmesse 2022

Annika Larsdotter Luther (geboren am 2. Juni 1958 in Helsingfors) ist eine finnlandschwedische Schriftstellerin.

## Leben und Werk
Annika Luther ist Biologin und arbeitete von 1977 bis 1981 als Redakteurin für die von Finnlands Naturschutzverband (Finlands naturskyddsförbund ) herausgegebene Zeitschrift Finlands Natur. Seit 1999 ist sie Lektorin für Naturwissenschaft am Tölö gymnasium in Helsingfors (finnisch Helsinki). Ihr Buch Brev till världens ände („Brief an das Ende der Welt“) gewann 2008 den Topelius-Preis für Jugendliteratur. Die Kulturgeschichte des Roggens in Finnland (Rågen – en spretig historia) wurde 2022 für den Finlandia-Preis nominiert. Mehrere ihrer Bücher wurden übersetzt.
Als Schriftstellerin wendet sie sich vor allem an junge finnlandschwedische Leser. Ihre spannungsgeladenen Romane spielen in einer historischen Umgebung, die mit den modernen Verhältnissen kontrastieren. Gleichzeitig wird die ständig präsente ökologische Perspektive ein natürlicher Teil der Erzählung.
Luther ist seit 1994 mit dem Zoologen Kristian Donner verheiratet. Die Illustratorin und Autorin von Graphic Novels Ulla Donner ist ihre Tochter.

## Auszeichnungen (Auswahl)
- 2008 Topelius-Preis

## Veröffentlichungen (Auswahl)
- Bronsåret (1995)
- Gårdshuset (1998)
- Inte så illa, herr Engel! Upp och ner i Helsingfors under 450 år (Söderströms 2000)
- Skogen som Gud glömde (2002)
- Ivoria (Söderströms 2005)
- Brev till världens ände (Söderströms 2008)
- De hemlösas stad (Söderströms 2011)
- Lärarrummet (Schildts & Söderströms 2013)
- Fördärvaren (Schildts & Söderströms 2016)
- De sista entusiasterna  (Schildts & Söderströms 2019)
- Rågen – en spretig historia  (Schildts & Söderströms 2022)